# Místní finance
Místní finance (též označované jako územní finance, či finance územní samosprávy) představují peněžní vztahy související s tvorbou a použitím veřejných rozpočtů, případně dalších peněžních fondů na úrovni územní samosprávy. Územní samosprávou jsou typicky obce, okresy či kraje. Důležitost existence místních financí tkví ve schopnosti místních samospráv nejlépe stanovit způsob nakládání s veřejnými prostředky tak, aby byly potřeby občanů co nejlépe naplněny. Místní finance jsou součástí teorie veřejných financí.

## Základy místních financí

### Fiskální federalismus
Existence místních financí vychází z teorie fiskálního federalismu. Ten umožňuje rozdělení funkcí napříč jednotlivými úrovněmi vlády. V případě místních financí jsou těmito vládami místní samosprávy. Teorie fiskálního federalismu jim umožňuje ve spravovaném území generovat příjmy a rozhodovat o způsobech jejich využití ve formě výdajů.

### Fiskální decentralizace
Fiskální decentralizace je proces, kdy je místním vládám přiznána vyšší míra autonomie, která jim umožňuje řídit své finance s ohledem na místní potřeby. Místní samosprávy tak mohou zlepšit kvalitu života místních občanů, podpořit růst místní ekonomiky, nebo snížit rozdíly mezi jednotlivými oblastmi. Fiskální decentralizace je globálním trendem, v různých zemích je však uplatňována v rozdílné míře.

## Místní rozpočet

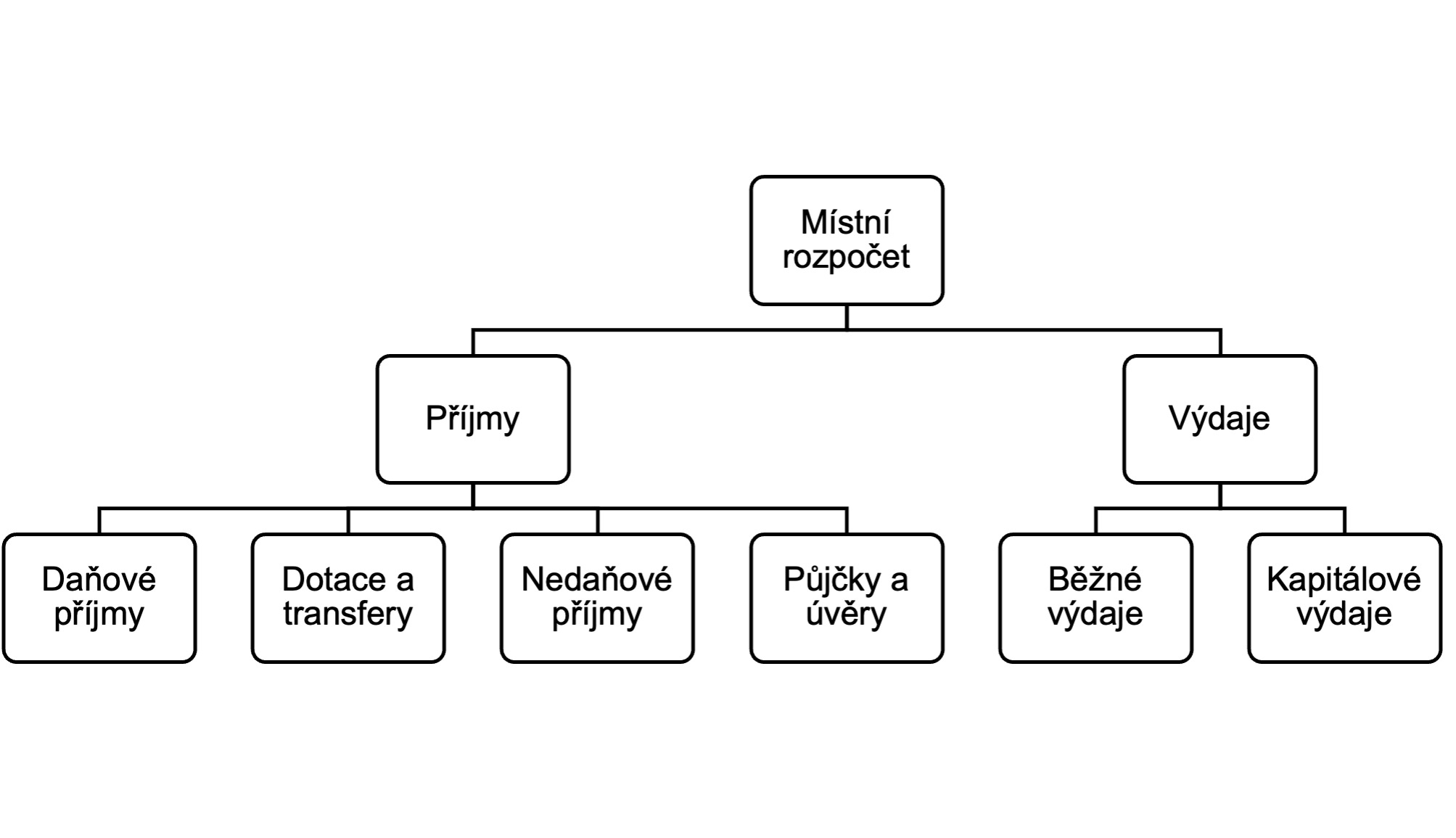
Struktura místního rozpočtu

Místní rozpočet (v Česku též územní rozpočet) představuje decentralizovaný peněžní fond, který shromažďuje příjmy a výdaje místní samosprávy. Funkcí místního rozpočtu je financování místní politiky a veřejných či smíšených statků.

### Příjmy místních financí
Místní samosprávy mají na základě legislativy přiděleny určitý rozsah činností a služeb, které by na svém území měly zabezpečovat. K plnění svých funkcí potřebují finanční prostředky, které se rámcově dělí na:
1. daňové příjmy,
2. dotace a transfery,
3. nedaňové příjmy,
4. půjčky a úvěry.

Daňové příjmy, dotace, transfery a nedaňové příjmy fungují na principu nenávratnosti, zatímco půjčky a úvěry představují návratné zdroje financování.

#### Daňové příjmy
V případě daňových příjmů se lze nejčastěji setkat s příjmy z místních či sdílených daní.
Pokud jde o výnosy z místních daní, celý objem zpravidla míří do rozpočtu místní samosprávy. Mezi místní daně se řadí například daň z nemovitých věcí. Vedle daní mohou místní samosprávy také zavádět a vybírat místní poplatky. Účel a rozsah, v jakém mohou místní samosprávy stanovit své poplatky, bývá upraven legislativou. Poplatky mohou být vybírány například při převodu nemovitostí, ve formě dědických poplatků, poplatků za psy nebo poplatků z hracích automatů. Podíl výnosů z poplatků na místních příjmech je v jednotlivých státech rozdílný.
Vzhledem k tomu, že místní vlády nejsou vždy schopny generovat dostatek vlastních příjmů k pokrytí svých výdajů, tvoří podstatnou část místních příjmů podíl na sdílených daních. Sdílené daně tak napomáhají finanční soběstačnosti místních samospráv. Místní samosprávy dostávají určité procento z výnosů sdílených daní na základě konkrétních kritérií. Jako příklad sdílených daní lze uvést daň z přidané hodnoty (DPH), či daň z příjmů.

#### Dotace a transfery
Dotace a transfery mohou být poskytovány místním samosprávám, které mají z různých důvodů odlišné náklady na poskytování veřejných statků a služeb na spravovaném území. Dotace bývají vypláceny místním samosprávám z rozpočtů vyšších vládních úrovní, ale mohou být převáděny i horizontálně mezi místními samosprávami. Horizontální vyplácení dotací je uplatňováno např. v Dánsku a ve Švédsku, kdy bohatší samosprávy vyplácejí dotace chudším jednotkám. Dotace se obecně poskytují jako účelové nebo neúčelové. Dle OECD představují dotace souhrnně více něž polovinu příjmů místních samospráv.

##### Nedaňové příjmy
Mezi nedaňové příjmy se řadí příjmy z vlastního podnikání, správní či uživatelské poplatky, pokuty, příjmy z mimorozpočtových fondů, příjmy vzniklé sdružováním místních samospráv, či různé dary. Oproti ostatním typům příjmů mají místní samosprávy u nedaňových příjmů vyšší pravomoc při ovlivňování jejich výše.

###### Půjčky a úvěry
Jak bylo zmíněno výše, půjčky a úvěry představují skupinu příjmů návratného charakteru. Tyto příjmy jsou většinou užívány při financování dlouhodobých investic. Půjčku či úvěr si mohou místní samosprávy sjednat na finančním trhu, nebo je mohou poskytovat také vyšší úrovně vlády.

### Výdaje místních financí
Místní výdaje globálně představují 21,5 % celkových veřejných výdajů. Dle ekonomického hlediska se místní výdaje dělí následovně:
1. běžné výdaje,
2. kapitálové výdaje.

Zatímco běžné výdaje se používají na opakující se výdaje nutné pro chod místní samosprávy, například platy zaměstnanců, energie, nebo služby, kapitálové výdaje slouží především k financování dlouhodobých projektů či investic.

## Místní finance ve vybraných zemích
Místní finance vykazují výrazné rozdíly mezi jednotlivými státy v závislosti na jejich politickém systému, historických faktorech a stupni fiskální decentralizace. Většinou jsou rozprostřeny na jedné, dvou až třech vládních úrovních, v některých zemích se lze s místními financemi setkat dokonce na čtyřech až pěti úrovních.

### Federální státy

#### Německo
Německý systém prošel mnoha reformami a je založen na principu kooperativního federalismu. O místních financích lze v Německu hovořit na úrovni:
- okresů (německy Kreise),
- obcí.

Velkou část místních financí zde tvoří daně a státní dotace. Rozhodnutí o objemu a struktuře dotací náleží spolkovým zemím, složení se tak v jednotlivých oblastech liší. Místním správám však náleží celý objem výnosů daně z podnikání a majetku, které tvoří část místních financí. Z místních financí je jde největší část výdajů na sociální péči.

#### USA
Státy v USA mají pravomoc vytvářet místní správy, které státům napomáhají při vykonávání jejich ústavních práv. Soubory úkolů místních správ vymezují samotné státy. Místní finance se tu vyskytují na třech úrovních:
- okresy (anglicky counties, v Louisianě parish, na Aljašce borough),
- obce,
- městské části.

K těmto úrovním lze přiřadit také speciální oblasti (anglicky special districts), které mají za úkol zajišťovat na svém území specializovanou službu, například vzdělávání, požární ochranu, či údržbu infrastruktury.
Výdaje místních financí míří na zajištění vzdělávání, dopravy, bydlení, zdravotnictví a sociálních služeb v dané oblasti. V poslední době však není možné tyto výdaje pokrýt čistě z místních příjmů, a místní správy se tak musí často obracet s žádostí o pomoc na federální vládu.

### Unitární státy
V unitárních státech bývá fiskální autonomie nižší a místní finance často závisejí na transferových platbách od centrální vlády.

#### Francie
Francie bývala velmi centralizovanou zemí, v posledních desetiletích však prošla výrazným procesem decentralizace. Místní finance lze ve Francii pozorovat na dvou úrovních:
- departementy,
- obce.

Nejdůležitější funkcí místních financí ve Francii je financování hospodářských záležitostí, sociální péče a všeobecné služby.

#### Česko
V České republice se můžeme setkat s místními financemi na dvou úrovních místních samospráv, neboli územních samosprávných celků. Konkrétně se jedná o:
- kraje - vyšší územní samosprávné celky,
- obce - základní samosprávné celky.

Česká republika má oproti zbytku zemí Evropské unie vysoký stupeň fiskální decentralizace. V roce 2016 tvořily místní výdaje téměř 26 % z celkových veřejných výdajů. Důležitý zdroj příjmů místních financí představují v České republice transfery a daně. Větší část výnosu z daní tvoří výnosy sdílených daní. Hlavní součástí místních daní je daň z nemovitých věcí, jejíž 100% výnosy náleží obcím. Místní finance na úrovni obcí financují záležitosti související s předškolním a základním vzděláváním, bydlením, sociální péčí, nebo také údržbou místních pozemních komunikací. Kraje se poté starají o střední a vyšší odborné školy, dopravu, nebo o krajské nemocnice.